# Sonate K. 553
La sonate K. 553 (F.504/L.425) en ré mineur est une œuvre pour clavier du compositeur italien Domenico Scarlatti.

## Présentation
La sonate K. 553, en ré mineur, notée Allegro, forme une paire avec la sonate précédente. Scarlatti utilise une signature rythmique :
et de riches séquences qui sonnent comme des réminiscences. Les motifs en tierces à la main droite répondent aux arpèges de la main gauche. Le style est celui d'une toccata.

## Manuscrits
Le manuscrit principal est Parme XV 40 (Ms. A. G. 31420), les autres sont Münster I 88 (Sant Hs 3964) et Vienne D 38 (VII 28011 D). La Morgan Library possède une copie dans le fonds Cary (ID 316355, Cary Ms. 703) no 68 et Barcelone no 14 (Ms. M 1964).

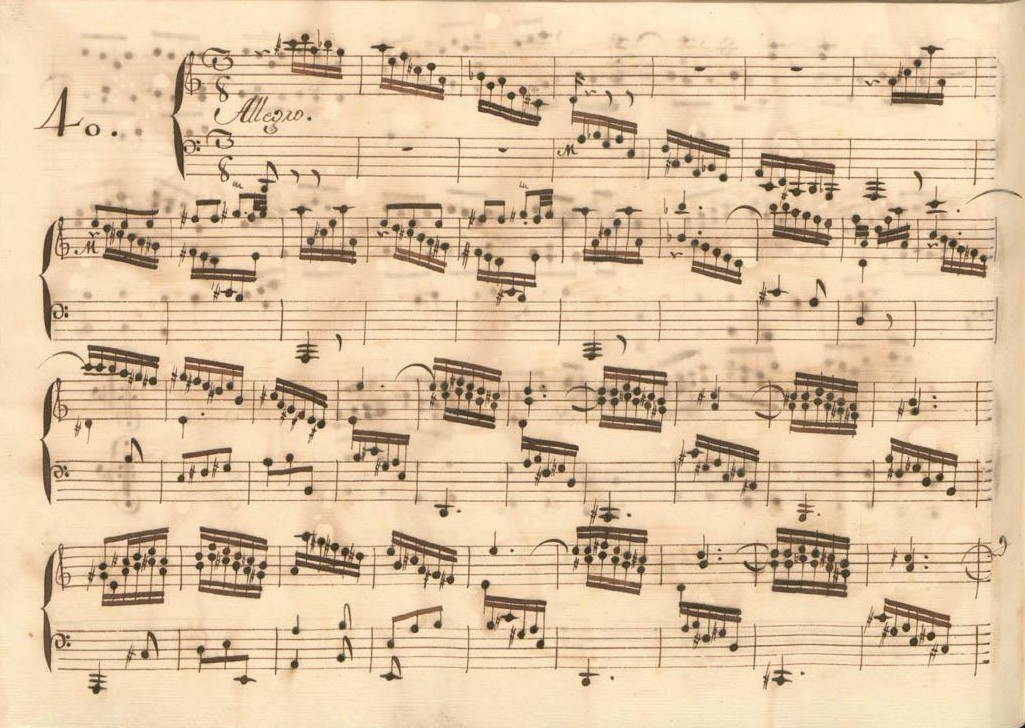
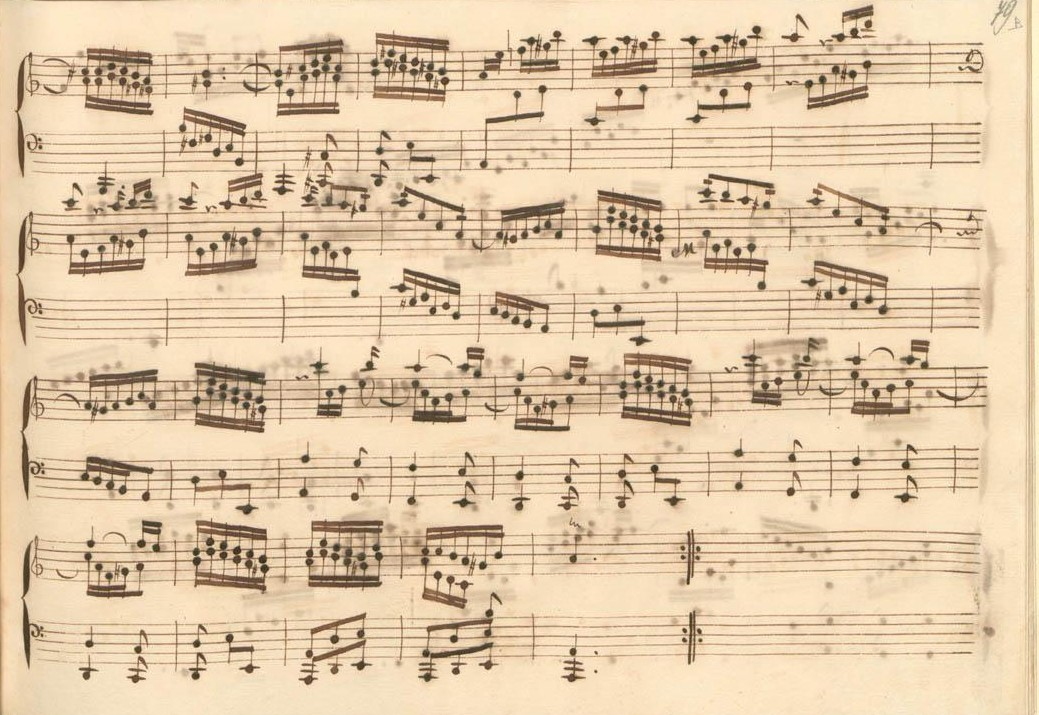
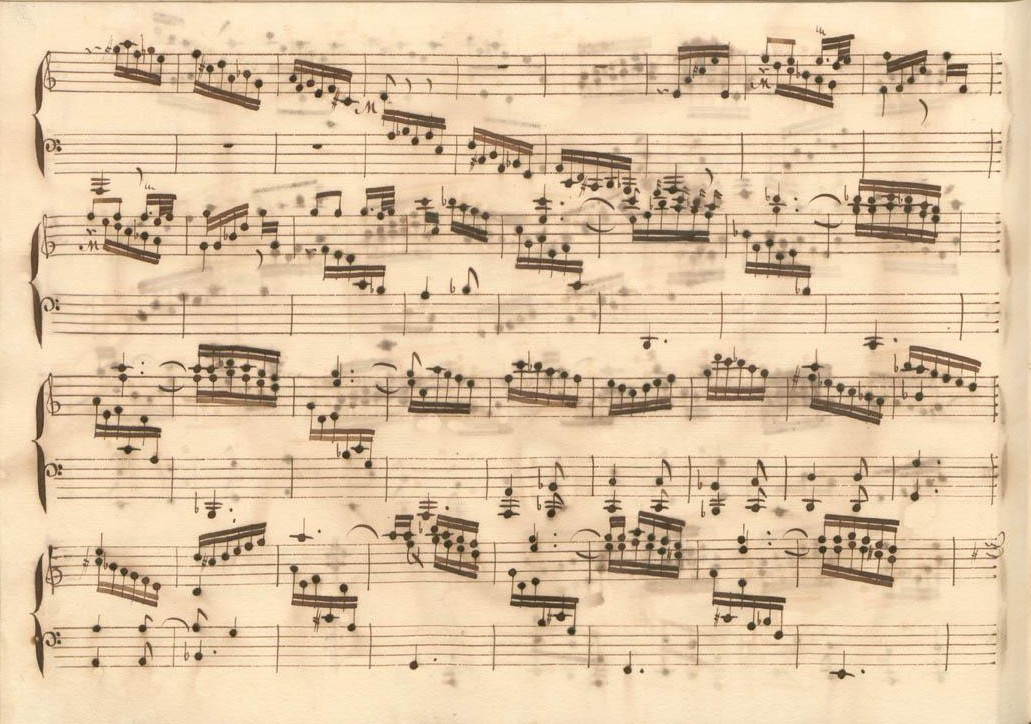
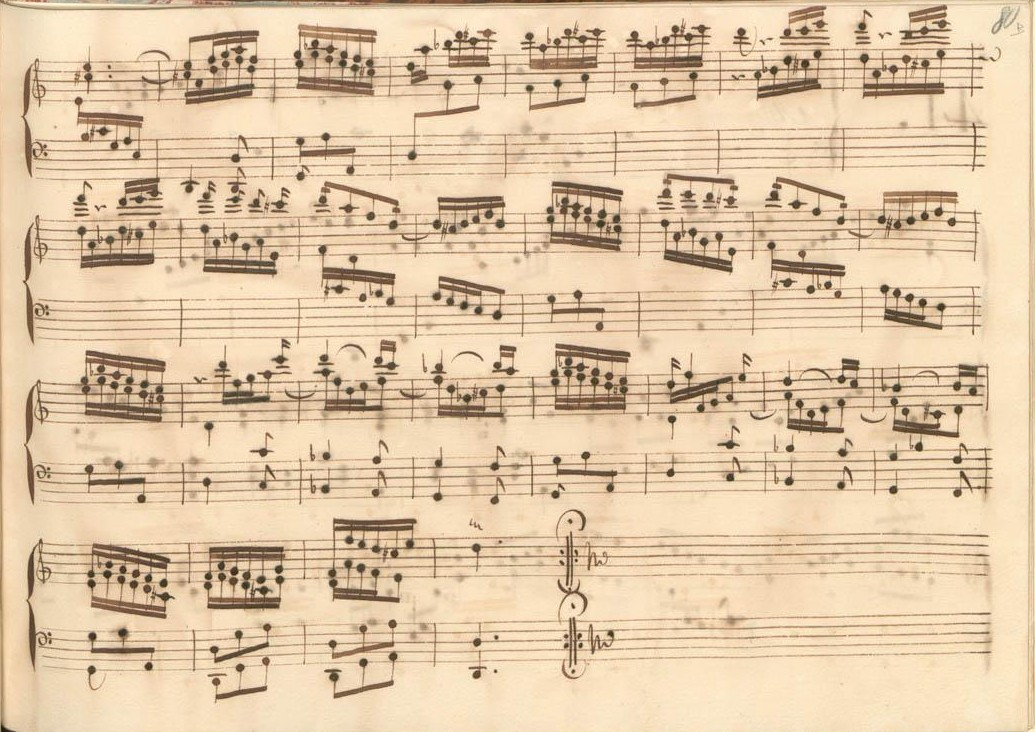

## Interprètes
La sonate K. 553 est défendue au piano, notamment par Orion Weiss en 2013 (Naxos, vol. 15) ; au clavecin par Scott Ross (1985, Erato), Fabio Bonizzoni (2003, Glossa), Richard Lester (2005, Nimbus, vol. 7) et Pieter-Jan Belder (Brilliant Classics, vol. 12).

## Sources
: document utilisé comme source pour la rédaction de cet article.
- Ralph Kirkpatrick (trad. de l'anglais par Dennis Collins), Domenico Scarlatti, Paris, Lattès, coll. « Musique et Musiciens », 1982 (1re éd. 1953 (en)), 493 p. (ISBN 978-2-7096-0118-4, OCLC 954954205, BNF 34689181).
- Alain de Chambure, « Domenico Scarlatti : Intégrale des sonates — Scott Ross », Erato (2564-62092-2), 1985 (OCLC 891183737) .
- (es) Celestino Yáñez Navarro (thèse), Nuevas aportaciones para el estudio de las sonatas de Domenico Scarlatti. Los manuscritos del Archivo de Música de las Catedrales de Zaragoza, Universitat Autònoma de Barcelona, 2016 (lire en ligne)